# Cornelia Fort
Cornelia Clark Fort, född 5 februari 1919 i Nashville, Tennessee, död 21 mars 1943 utanför Merkel, Texas, var en amerikansk pilot, som blev känd för två flygrelaterade händelser under andra världskriget. Hon var den första amerikanska piloten som angreps av det japanska marinflyget vid attacken mot Pearl Harbor och hon blev, som leveransflygare inom Women's Auxiliary Ferrying Squadron (WAFS), den första kvinnliga armépiloten i USA:s historia som dog i tjänsten.

## Barndom och utbildning
Fort föddes in i en rik och framstående familj i Nashville, Tennessee. Hennes far, Dr. Rufus Elijah Fort, var en av grundarna till försäkringsbolaget National Life and Accident Insurance Company. Fadern och Forts mor, Louise, uppfostrade henne till att bli hustru till en rik sydstatsman och när hon var 19 år gammal presenterades hon av sin far vid den lokala debutantbalen. 1940 avlade hon examen vid Sarah Lawrence College i Yonkers i delstaten New York. Efter college gick Fort med i Junior Leagues avdelning i Nashville. Så långt hade hon följt den väg, som hennes föräldrar hade avsett för henne. Men Fort hade andra tankar. Hon var, som hennes syster Louise uttryckte det, "en av de stora rebellerna av sin tid". Som barn hade hon intresserat sig för flyget och kring tiden för hennes fars död, i mars 1940, tog hon sin första flyglektion. Upplevelsen fick henne att bestämma sig för att bli pilot och snart hade hon både avlagt flygexamen och erhållit sin pilotlicens.

## Karriär
Knappt ett år efter sin första flyglektion blev Fort Nashvilles första kvinnliga flyginstruktör. Strax därefter tog hon, genom president Franklin D. Roosevelts utbildningsprogram Civilian Pilot Training Program, anställning som flyginstruktör i Fort Collins i Colorado. Hösten 1941 anställdes hon till att utbilda försvarsarbetare, soldater och flottister till piloter vid John Rodgers Airport i Honolulu på Hawaii (numera Honolulus internationella flygplats), ett stenkast ifrån örlogsbasen Pearl Harbor. Fort trivdes med det nya arbetet och skrev i ett brev till sin mor att det var "det bästa jobb jag någonsin kunde få (såvida inte den nationella krissituationen ger upphov till ett ännu bättre jobb)". Det var under sin tid där, som hon blev vittne till det japanska anfallet mot Pearl Harbor.

### Attacken mot Pearl Harbor
Tidigt på morgonen den 7 december 1941 lyfte Fort och hennes vanliga söndagselev från John Rodgers Airport. För eleven var det här den sista lektionen innan han skulle få göra sin första ensamflygning. De övade start och landning och var på väg tillbaka till flygplatsen för att avsluta lektionen, när Fort av en händelse blev ett av de första vittnena till den japanska attacken mot Pearl Harbor, som skulle komma att tvinga USA att delta i andra världskriget som en stridande stat. Hennes monoplan av typen Interstate Cadet och ett fåtal andra civila flygplan, var vid den här tidpunkten de enda amerikanska luftfarkosterna ovanför örlogsbasen. Flygningen gick bra och Fort satt och tittade ut genom flygplansfönstret när hon fick syn på ett militärflygplan, som gick på kollisionskurs rakt emot dem. Hon ryckte kvickt till sig reglagen från sin elev och lyckades med knapp nöd stiga ovanför militärflygplanet. När hon tittade ner mot det, såg hon det japanska sköldemärket på planets vingar. Hon lyfte blicken igen och såg då hur svart rök steg upp från örlogsbasen, hur en svärm av silverfärgade bombplan passerade ovanför henne och hur samma bombplan började släppa sina bomber. Hon styrde genast mot John Rodgers Airport, men precis när de hade landat blev de beskjutna av ett japanskt Zero-plan. Fort och hennes elev skyndade ut ur flygplanet, sprang över rullbanan samtidigt som kulorna smattrade omkring dem och kastade sig i skydd. De både klarade sig oskadda, men flygplatsdirektören dödades i anfallet och två civila flygplan, som hade startat från flygplatsen samma morgon, kom aldrig tillbaka.
| ”                                                      | Jag tittade mig omkring och såg ett militärflygplan som kom rakt emot mig. Jag slet reglagen ur min elevs händer och tryckte gasreglaget i botten för att stiga ovanför det mötande planet. Han passerade så nära under oss, att våra celluloidfönster skallrade våldsamt. | „ |
| – Cornelia Fort, At the twilight's last gleaming, 1943 | |   |

### Efter Pearl Harbor
USA hade i början av andra världskriget varit en neutral stat. Men situationen i omvärlden gjorde att man redan innan angreppet på Pearl Harbor tvingades kalla in soldater till de olika vapengrenarna, med en stor omfördelning av arbetskraft som följd. I mars 1941 började USA skeppa förnödenheter och råvaror till Storbritannien, som en del av Lend-Lease-programmet, vilket tog alltfler piloter i anspråk. När fler och fler manliga piloter rekryterades till militären uppstod en brist på kompetent arbetskraft inom civilflyget, vilket tillfälligtvis skapade möjligheter för Fort och andra amerikanska, kvinnliga piloter. Den 24 januari 1942 fick Fort ett telegram från piloten Jackie Cochran. Cochran hade i krigets inledande skede besökt Storbritannien och där sett hur kvinnor fick ta över arbetsuppgifter som männen hade lämnat i samband med att e blev inkallade. Väl hemma hade hon uppvaktat den amerikanska presidentens hustru, Eleanor Roosevelt, med ett förslag att kvinnliga piloter, efter brittisk modell, skulle kunna ta över civila arbetsuppgifter, som leveransflygningar och viss passagerartafik. Fru Roosevelt tyckte om idén och förde fram förslaget, men det dröjde till 1942 innan den militära ledningen gav sitt godkännande.
Telegrammet erbjöd Fort att bli medlem av en utvald skara amerikanska, kvinnliga piloter, som var tänkta att tjänstgöra inom den brittiska, civila flygtransportorganisationen Air Transport Auxiliary (ATA). ATA var först tänkta att transportera postförsändelser och medicinskt materiel, men de insatsbehov som kriget skapade gjorde att organisationen istället kom att användas till flygbogsering av RAF:s flygplan. Den här gången var Fort tvungen att avböja erbjudandet, för trots att hon redan hade bestämt sig för att lämna Hawaii, skulle hon inte ha hunnit till den angivna avreseorten i tid. Anledningen till att hon ville lämna ögruppen var att hon var sysslolös. Efter angreppet mot Pearl Harbor utfärdades ett flygförbud mot alla civila lufttransporter över Hawaii och ett startförbud för civila luftfarkoster på Hawaii. Eftersom Forts anställning i och med flygförbudet i praktiken upphörde, så återvände hon i början av 1942 till fastlandet. I brist på tillgängliga anställningar inom flyget, ställde hon bland annat upp i en kortfilm som marknadsförde krigsobligationer. Det stora genomslag som filmen fick gav henne en del föreläsningsuppdrag, men samtidigt sökte hon med ljus och lykta efter en ny anställning som pilot.

### Women's Auxiliary Ferrying Squadron
Men hon behövde inte vänta särskilt länge. Hösten 1942 fick hon och en handfull andra kvinnliga piloter ett nytt telegram, med ett nytt erbjudande, den här gången från piloten Nancy Love, som tillsammans med överste William H. Tunner hade bildat flygflottiljen Women's Auxiliary Ferrying Squadron (WAFS), en föregångare till Women Airforce Service Pilots (WASP). WAFS uppgift var att bogsera militärflygplan från fabrikerna där de hade tillverkats till olika baser runt om i USA. I meddelandet stod det att hon "om [hon var] intresserad, inom tjugofyra timmar [skulle] inställa sig i Wilmington i Delaware, för tjänstgöring inom flygfärjedivisionen (Ferrying Division) inom det militära transportflyget, Air Transport Command (ATC)." Den här gången fanns det ingenting som hindrade Fort från att tacka ja, hon accepterade erbjudandet och blev därmed den andra kvinnan som antogs till WAFS, efter Nancy Love själv, och hon stationerades till 6th Ferrying Group vid flygbasen i Long Beach i Kalifornien.

## Död
Det var under sin stationering i Long Beach, som Cornelia Fort blev den första piloten inom WAFS – och därmed även den första kvinnliga piloten i den amerikanska arméns historia – som dog i tjänsten. Den 21 mars 1943 ingick hon i en konvoj, som bogserade skolflygplan av typen Vultee Valiant 54 BT-13 till flygplatsen Love Field utanför Dallas i Texas. När de flög över den lilla staden Merkel, Texas gled ett av de bogserade planen, som drogs av en manlig kollega till henne, in mot Forts flygplan. Hennes vänstra vinge slets itu av det andra planets landställ, vilket fick hennes plan att störta mot marken. Hon hann aldrig lösgöra sig från bältena och rädda sig genom att hoppa, utan havererade. Vid tiden för olyckan var Cornelia Fort en av de mest rutinerade piloterna inom WAFS. Men det skulle dröja till 1977 innan hon och de andra kvinnorna som tjänstgjorde inom WAFS/WASP fick sin egen regerings erkännande, som veteraner från andra världskriget. Eftersom Fort och alla andra kvinnor som tjänstgjort inom WAFS/WASP fram till dess hade betraktats som civilanställda, betalade armén varken Forts begravning eller någon anhörigpension till hennes efterlevande. Hon ligger begravd i Nashville. På gravstenen finns inskriften "Killed in the Service of Her Country", "Dog under tjänstgöring för sitt land".

## Postuma hedersbetygelser
1945
- Den före detta flygplatsen Cornelia Fort Airpark, som uppfördes 1945 och numera ingår i grönområdet Shelby Bottoms Greenway i östra Nashville, är namngiven efter henne.[e][f] Ett minnesmärke på platsen återger ett citat ur en artikel, som Fort hade skrivit för The Army Reader 1943:[g]

| ”                                                      | Jag är innerligt tacksam att min enda talang, det enda jag kan, att flyga, råkar vara till nytta för mitt land. | „ |
| – Cornelia Fort, At the twilight's last gleaming, 1943 | |   |
1970
- Cornelia Fort porträtterades av Jeff Donnell i filmen Tora! Tora! Tora! från 1970.

2000
- År 2000 avtäcktes ett minnesmärke över Cornelia Fort av Taylor County i Texas. Minnesmärket ligger längs väg FM 126[h] på platsen för haveriet 1943, 10 km (6,2 mi) SV om Merkel, en liten stad utanför den administrativa huvudorten Abilene.[i]